# Christian Ferdinand Friedrich von Krauss

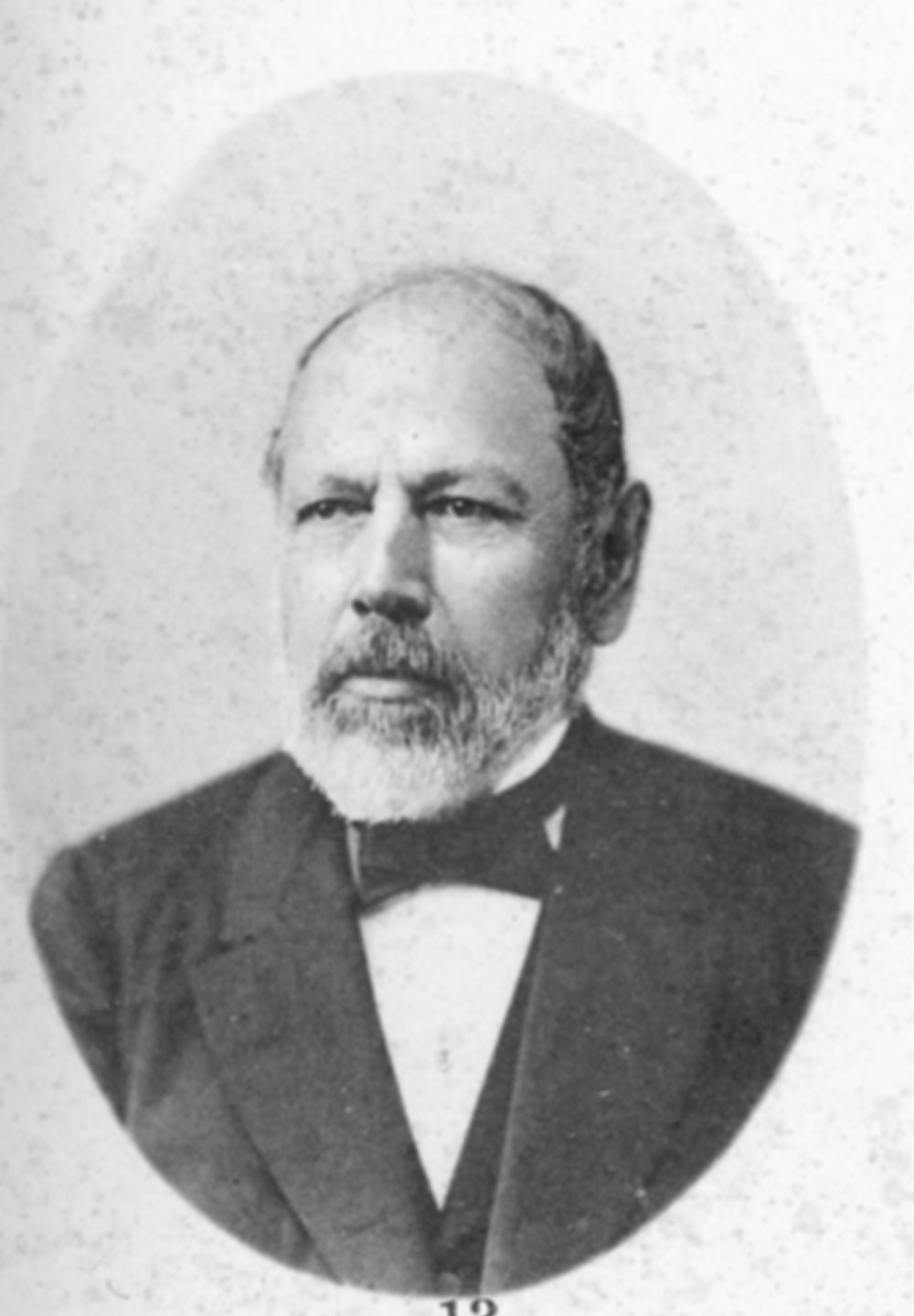
Christian Ferdinand Friedrich Krauss

Christian Ferdinand Friedrich von Krauss, genannt Ferdinand Krauss, (* 9. Juli 1812 in Stuttgart; † 14. September 1890 ebenda) war ein deutscher Botaniker und Malakologe. Sein offizielles botanisches Autorenkürzel lautet „C.Krauss“.

## Leben
Krauss war nach einer Apothekerlehre in Stuttgart Apothekergehilfe in Heilbronn, Göppingen, Zürich und Aubonne. Danach studierte er Pharmazie in Tübingen und Heidelberg und wurde 1836 in Heidelberg promoviert. 1837 bis 1840 erkundete er als Begleiter des Barons Carl Ferdinand Heinrich von Ludwig die Flora von Kapland und Natal.
Er war Aufseher und Professor am Königlichen Naturalienkabinett in Stuttgart (Abteilung Zoologie, Mineralogie) und 1890 dessen Direktor.
1844 war er maßgeblich an der Gründung des Vereins  für vaterländische Naturkunde in Württemberg beteiligt.
1847 wurde er Mitglied der Leopoldina. 1880 wurde er geadelt. Sein Herbarium gelangte teilweise ans British Museum (Natural History Museum), teilweise ans Stuttgarter Naturalienkabinett.
Er befasste sich auch mit Mollusken, unter anderem stammt die Erstbeschreibung von Modiolus auriculatus (Krauss 1848) von ihm.

## Ehrungen
Ihm zu Ehren ist die Pflanzengattung Kraussia Harv. aus der Familie der Rötegewächse (Rubiaceae) benannt. Auch die Pflanzenarten Cycnium kraussianum Benth. und Selaginella kraussiana (Kunze) A.Braun wurden nach ihm benannt.